# Catedral de Nuestra Señora de Coromoto (Punto Fijo)
La Iglesia Catedral de Punto Fijo, oficialmente Catedral Nuestra Señora de Coromoto, está ubicada en la calle Comercio del centro de Punto Fijo en el estado Falcón, al norte del país sudamericano de Venezuela. Pertenece a la Diócesis de Punto Fijo (Dioecesis Punctifixensis) de la cual es sede y fue fundada en 1951 para ser elevada a Catedral en 1997.

## Historia

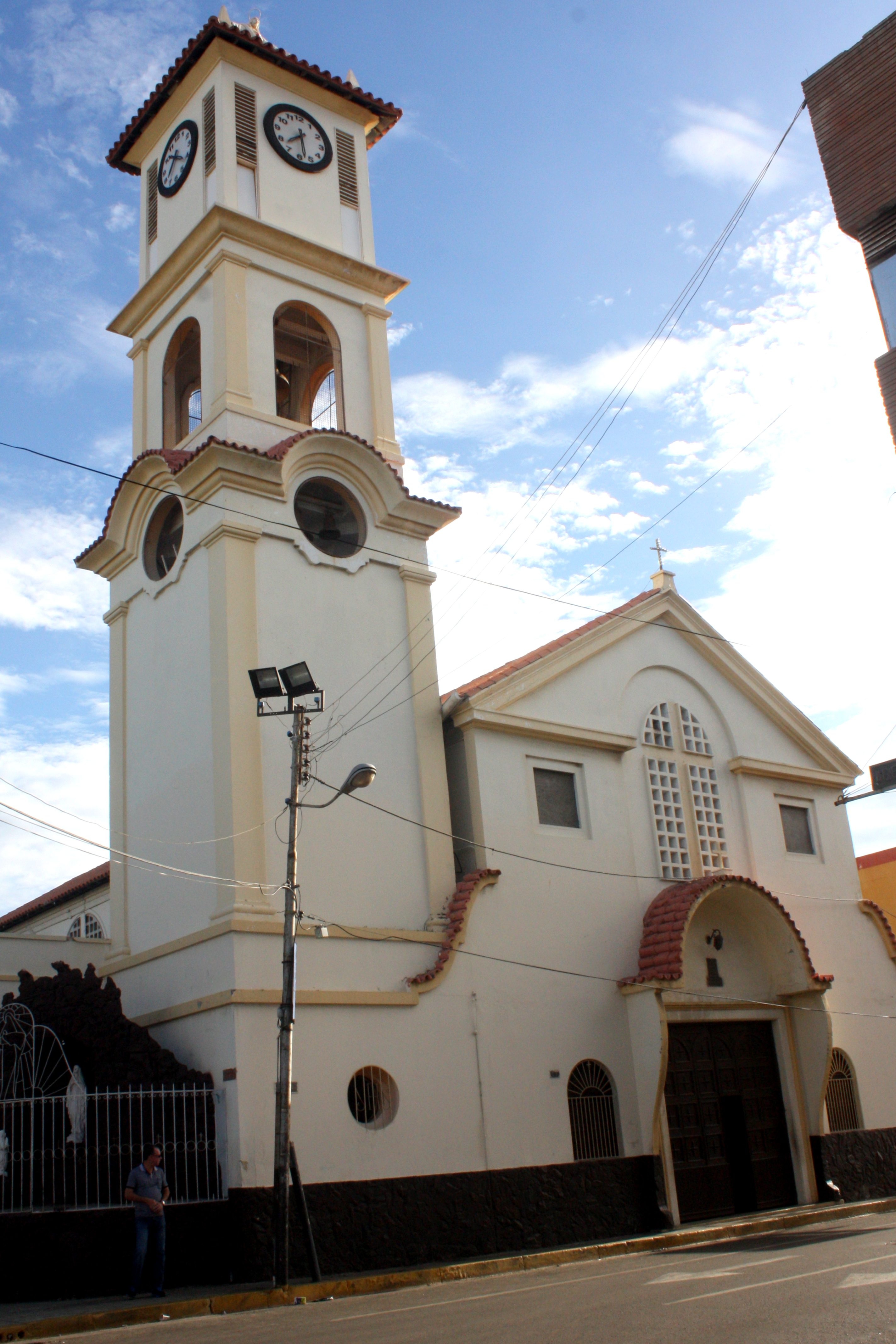
Frente de la catedral.

El primer sacerdote asignado a la ciudad de Punto Fijo fue el Padre Santiagfo M. Andrés S.J. en 1947  siendo quien motiva a los fieles a la construcción del templo. Con diferentes fondos obtenidos por medio de una comedia teatral y las colaboraciones solicitadas a los trabajadores de las refinerías Creole y Shell en sus entradas, se logró comprar el terreno. Para 1949 comenzaron la construcción de las bases.
El 8 de septiembre de 1951 se erige oficialmente como Parroquia Nuestra Señora de Coromoto y el Padre Andrés fue nombrado Párroco por Monseñor Francisco José Iturriza.

## Párrocos

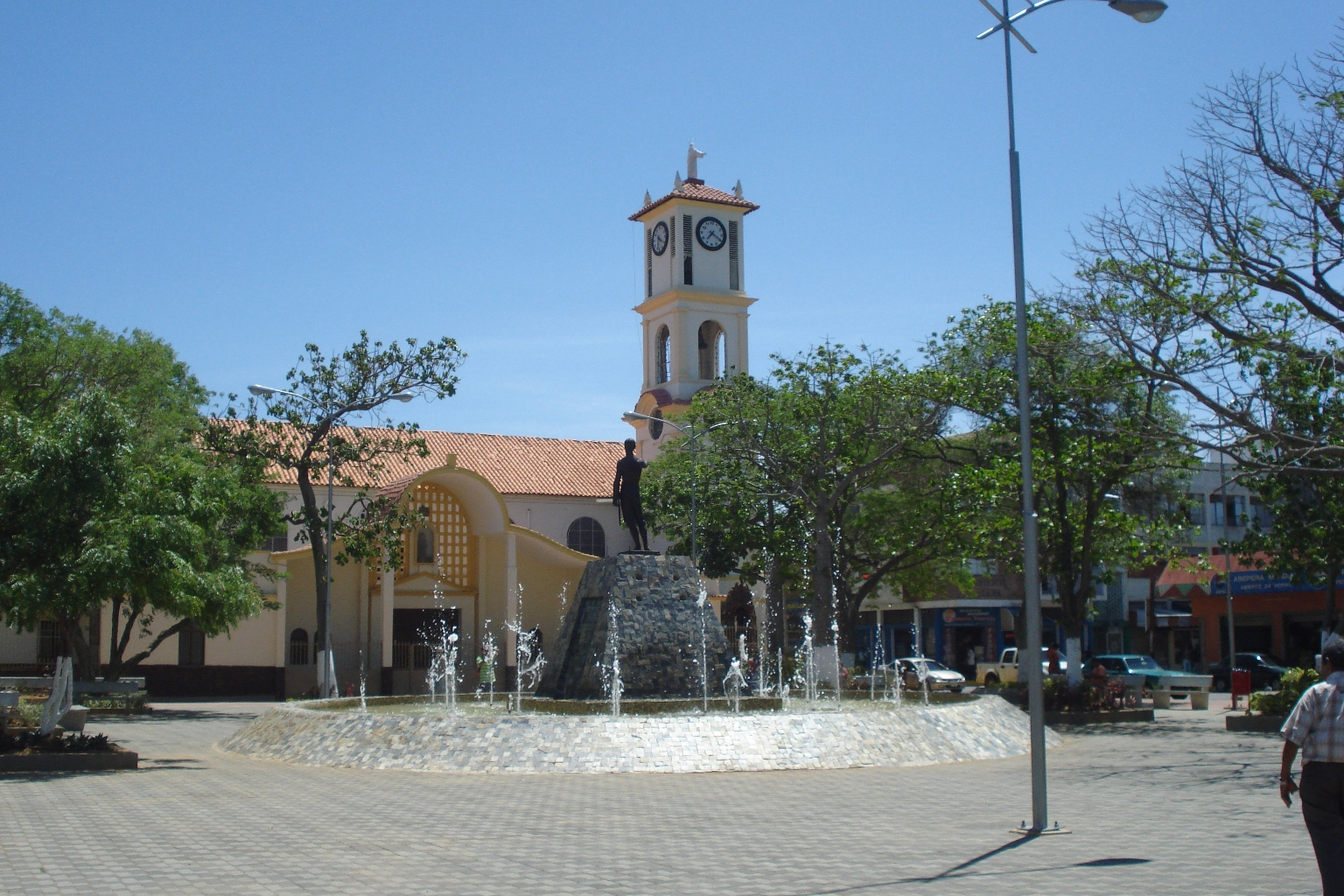
Otra vista de la catedral

Desde la fundación de la Iglesia Nuestra Señora de Coromoto y hasta 1996 los párrocos pertenecieron a la Compañía de Jesús para ser diocesanos después del decreto en 1997 como Catedral.
- Santiago María Andrés Vallejo (1951-1953) y (1965-1967)
- Miguel Ignacio Izaguirre (1953-1964)
- José del Rosario Molina Chacón (1960-1964)
- Justo Larranaga Badiola (1967-1968)
- Mario de Jesús Moreno Peña (1968-1973)
- César Astiz Erice (1973-1980)
- José Manuel Garmendia Aldanondo (1980-1986)
- Juan de la Cruz Carricaburu Lazcoz (1986-1991)
- Epifanio  Labrador Labrador (1991-1996)
- Rafael Jesús Bitter Soto (1996-1999)/(2016-2023)
- Hernyk Jankowski (1999-2003)
- Eladio Bedoya (2004-2013)
- Eduardo Lairet (2014-2015)
- Florian Cienuch (2023-2025)
- Jose Luis Velasco (Presente)